# Frédéric Volle
Frédéric Volle (Montpellier, 4 de febrero de 1966) fue un jugador de balonmano francés que jugaba de lateral izquierdo. Fue uno de los componentes de la Selección de balonmano de Francia con la que ha disputado 241 partidos internacionales en los que anotó un total de 1.016 goles, siendo el primer jugador francés en superar la barrera de los 1.000 goles y ostentando dicho récord hasta que fue superado por Jérôme Fernandez en 2008. 
Comenzó su carrera profesional en el USAM Nîmes, club que se convertiría precisamente en el equipo dominador del balonmano francés a finales de los años 80 y principios de los 90. La irrupción de la sección de balonmano del Olympique de Marsella, el OM Vitrolles, le llevarían al club marsellés, donde coincidiría con Jackson Richardson formando una excelente pareja ofensiva. No sólo situaron al OM Vitrolles a la vanguardia del balonmano francés, sino que consiguieron el primer título continental para un equipo francés al vencer la Recopa de Europa de 1993, llegando a la final de la misma competición al año siguiente, siendo derrotados en esta ocasión por el FC Barcelona.
La desaparición del OM Vitrolles en 1996 le llevarían a Fráncfort del Meno, donde jugaría las dos siguientes temporadas en el potente SG Wallau-Massenheim coincidiendo con otros dos compañeros de la selección francesa como eran Marc Wiltberger y Bernard Latchimy. En 1998 emigraría al exótico campeonato japonés donde se reencontraría con su excompañero Stéphane Stoecklin, siendo ambos de los jugadores de balonmano mejor pagados del mundo en aquellos momentos.
Tras retirarse de la práctica activa del balonmano, se trasladó con su mujer al lugar de nacimiento de esta, Canadá donde reside desde entonces en la localidad de Kelowna.

## Equipos
- USAM Nîmes (1980-1991)
- OM Vitrolles (1991-1996)
- SG Wallau-Massenheim (1996-1998)
- Honda Suzuka (1998-2002)

## Palmarés
- Liga de Francia 1988, 1990, 1991, 1994, 1996
- Copa de Francia 1985, 1986, 1993, 1995
- Recopa de Europa 1993
- Liga de Japón 1999, 2000, 2001, 2002

## Méritos y distinciones
- Mejor lateral izquierdo de los Juegos Olímpicos de Atlanta 1996
- Mejor lateral izquierdo francés de todos los tiempos[1]